# دستور إثيوبيا 1955
دستور إثيوبيا 1955 أعلن الإمبراطور هيلا سيلاسي عن دستور معدل في نوفمبر 1955 لإمبراطورية إثيوبيا. كان هذا الدستور مثل سابقه عام 1931 مدفوعًا باهتمام الرأي العام الدولي. كان هذا الرأي مهمًا بشكل خاص في وقت كانت فيه بعض الدول الأفريقية المجاورة تتقدم بسرعة تحت الوصاية الاستعمارية الأوروبية وكانت إثيوبيا تضغط على مطالبها دوليًا لضم إريتريا، حيث يوجد برلمان منتخب وإدارة أكثر حداثة منذ عام 1952.
تم تعليق هذا الدستور من قبل ديرغ في إعلانهم رقم 1، الذي تم بثه في 15 سبتمبر 1974 بعد ثلاثة أيام من خلع الإمبراطور هيلا سيلاسي.

## الملخص
يتكون الدستور الجديد من ثمانية فصول و131 مادة. تم وضع هذه الوثيقة من قبل ثلاثة مستشارين أمريكيين هم: غاريتسون وجون سبنسر وإدغار بيرلينجتون، الذين عملوا مع اثنين من الشخصيات البارزة في النظام الملكي المستعاد، ولدي جيورجيس وولدي يوهانيس وأكليلو هابت. بعد كل جلسة يقدم المسؤولان الإثيوبيان تقاريرهما إلى مجلس التاج، وفقًا لسبنسر: «في كثير من الحالات كان مجلس التاج الذي يهيمن عليه المحافظ المتطرف، رأس كاسا يستخدم حق النقض ضد مقترحاتنا وسنسعى بعد ذلك إلى صيغة حل وسط، كان التقدم بطيئًا للغاية».
في حين أنه من الواضح أنه «ليس صورة طبق الأصل» لدستور الولايات المتحدة، إلا أن إدموند كيلر يشير إلى أنه احتوى على عدد من الأفكار من تلك الوثيقة، مثل فصل السلطات بين فروع الحكومة الثلاثة، والاهتمام الدقيق بتفاصيل «حقوق وواجبات الشعب»، والتي خصصت لها 28 مقالة. على الرغم من هذا العنصر، فقد أعرب جون سبنسر في مذكراته عن أسفه لأن مجلس التاج أجبر واضعي الدستور على التأكيد على صلاحيات التاج، ومنح الإمبراطور الحق في الحكم بمرسوم الطوارئ، وتعيين الوزراء وإقالتهم دون تدخل من البرلمان الإثيوبي، ولتعيين أعضاء مجلس الشيوخ والقضاة وحتى رؤساء البلديات. كما أعرب سبنسر عن أسفه لأن العديد من الحقوق هذه كانت تتمتع «بقوة القانون». يشدد باهرو زودي على طبيعة هذه السلطات التنفيذية في مناقشته لهذه الوثيقة، مشيرًا إلى أنها كانت «ميثاقًا قانونيًا لترسيخ الحكم المطلق.» يقتبس باهرو القسم ذي الصلة من المادة 4 من الدستور: «بفضل دمه الإمبراطوري، وكذلك بواسطة المسحة التي حصل عليها، فإن شخص الإمبراطور مقدس، وكرامته مصونة وسلطته لا جدال فيها».
على الرغم من هذا التعزيز لموقف الإمبراطور، تم توسيع صلاحيات البرلمان الإثيوبي المكون من مجلسين على دستور عام 1931. على الرغم من استمرار تعيين مجلس الشيوخ، وانتخاب مجلس النواب. على النقيض من الهيئة التشريعية بموجب دستور عام 1931 التي لا يمكنها إلا مناقشة المسائل المحالة إليها، فقد أصبح لديها الآن سلطة اقتراح القوانين والنقض على القوانين التي اقترحتها السلطة التنفيذية. كما يمكنها استدعاء الوزراء للاستجواب، وفي ظروف استثنائية يمكنها بدء إجراءات عزل ضدهم. يعتقد كيلر أن أهم سلطته الجديدة كانت وظيفة الميزانية: فالبرلمان الآن يتحمل مسؤولية الموافقة أو رفض جميع الميزانيات المقترحة، بما في ذلك الضرائب والمخصصات.
في رأي جون تورنر فإن عدم وجود تعداد سكاني، والأمية شبه الكاملة للسكان، وهيمنة النبلاء على الريف تعني أن غالبية المرشحين الذين سعوا للانتخاب في عام 1957 تم اختيارهم فعليًا من قبل النخبة. لم يكن مجلس النواب عبارة عن ختم مطاطي، في بعض الأحيان كان يناقش مشاريع القوانين ويستجوب وزراء الدولة.